# Лапочкін Сергій Сергійович
Сергі́й Сергі́йович Лапочкін (рос. Сергей Сергеевич Лапочкин, 28 квітня 1981, Ленінград, СРСР) — російський футбольний суддя, з 2013 року має категорію ФІФА. Обслуговує матчі чемпіонату Росії.
Син арбітра та інспектора Сергія Лапочкіна.

## Кар'єра
Суддівську кар'єру Сергій Лапочкін розпочав у 1995 році. З 1998 року був асистентом арбітра в КФК, а з 2000 — головним. Працював на матчах турніру дублерів РФПЛ, другого і першого дивізіонів.
У Прем'єр-лізі як головний арбітр дебютував 17 квітня 2011 року в матчі 5-го туру «Локомотив» (Москва) — «Волга» (Нижній Новгород). Зустріч завершилася перемогою господарів 1-0, Лапочкін показав по одній жовтій картці гравцям обох клубів.
27 листопада 2014 року дебютував у груповому раунді Ліги Європи у матчі групи «Астра» (Джурджу, Румунія) — «Динамо» (Загреб, Хорватія). Закінчилася гра з результатом 1:0.
Влітку 2017 обслуговував матчі юнацького чемпіонату Європи до 19 років.

## Освіту
Закінчив Російський державний педагогічний університет імені А. В. Герцена.